# رسوایی ناگفته
رسوایی ناگفته (انگلیسی: Untold Scandal؛ کره‌ای: 스캔들 - 조선 남녀 상열지사) فیلم درام عاشقانه محصول سال ۲۰۰۳ کره جنوبی به کارگردانی لی جه یونگ و با بازی به یونگ جون، جون دو یون و لی می سوک است. این فیلم، بر پایه رمان فرانسوی روابط خطرناک اثر پیر شودرلو دو لاکلو است و در اواخر قرن هجدهم در طی دوران چوسان واقع شده است. این فیلم در کره جنوبی دارای درجه‌بندی سنی آر-۱۸ است.

## بازیگران
- به یونگ جون در نقش جو وون
- جون دو یون در نقش بانو جونگ
- لی می سوک در نقش بانو چو
- لی سو یون در نقش لی سو اوک
- جو هیون جه در نقش کوان این هو